# Sidney Lanier Bridge
Die Sidney Lanier Bridge ist eine Schrägseilbrücke, die über den Brunswick River in Brunswick, Georgia, USA, führt. Benannt wurde die Brücke nach dem Dichter Sidney Lanier, der in Georgia geboren wurde. Sie verbindet das Festland mit den Golden Isles of Georgia. Auf der Brücke verlaufen vier Fahrspuren der Route 17.
Die erste Sidney Lanier Bridge wurde 1956 eröffnet. Da die Brücke zu niedrig für Frachtschiffe gebaut wurde, kam es zu mehreren Schiffskollisionen. Deshalb wurde ab den 1990er-Jahren eine neue Brücke geplant und errichtet. Die seit 2003 stehende Brücke gehört dem Georgia Department of Transportation (DOT) und der U.S. Coast Guard.

## Planung und Bau
Der 70. Gouverneur Georgias, Melvin E. Thompson, entwickelte die ersten Pläne, dort eine Brücke zu errichten, um den Tourismus auf der nahegelegenen Jekyll Island, die Teil der Golden Islands of Georgia ist, zu fördern. Der Bau begann noch während seiner Amtszeit im Jahr 1947 und wurde von den nachfolgenden Gouverneuren weitergeführt.
Die ursprüngliche Brücke wurde im Jahr 1956 fertiggestellt und war eine mautpflichtige Hubbrücke. Da sie für Frachtschiffe nicht hoch genug war, kam es in den Jahren 1972 und 1987 zu Kollisionen, bei denen insgesamt zehn Menschen ums Leben kamen.
Damit der Hafen in Brunswick weiterhin an den Handel angebunden blieb, wurde 1998 mit dem Bau einer neuen Brücke begonnen. Diese wurden 2003 fertiggestellt und wird seither von der Öffentlichkeit genutzt.

## Die Erste Brücke

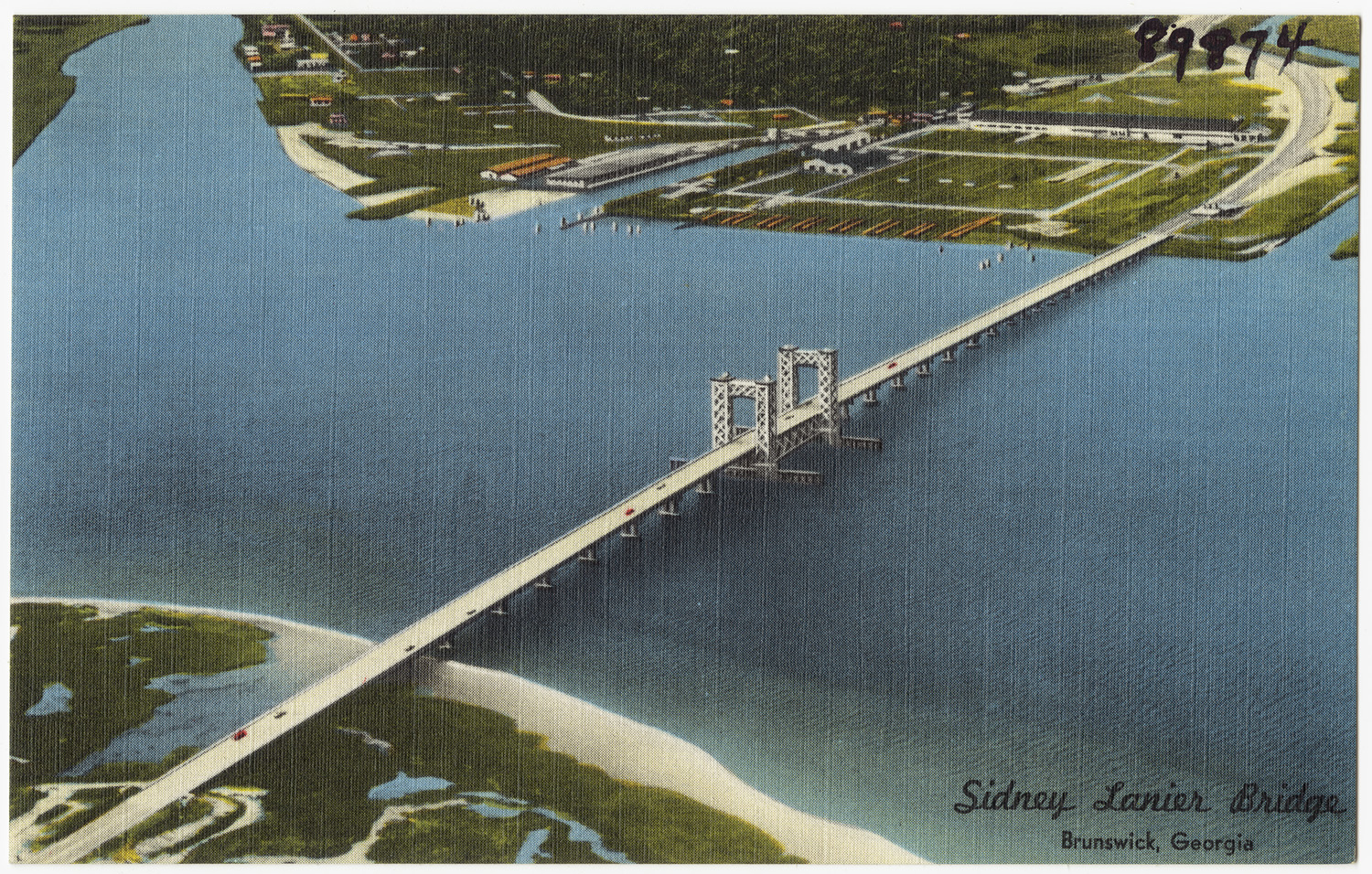
Die frühere Sidney Lanier Bridge als Hubbrücke

Die vertikale Hubbrücke von 1956 war insgesamt 1.240 m (4.070 ft) lang und insgesamt 9 m (30 ft) breit. Es gab insgesamt gab nur zwei Fahrbahnen, wobei eine für jede Richtung genutzt wurde. Die Höhe der Huböffnung lag etwa 41 m (135 ft) über dem mittleren Hochwasserstand, und die Huböffnung hatte eine maximale Durchfahrtsbreite von 76,25 m (250 ft).
Das Haupttragewerk bestand aus zwei großen Pylonen auf beiden Seiten des Flusses, die die Hubmechanik trugen. In der Mitte befand sich die Hubsektion, die angehoben werden konnte, um Schiffe passieren zu lassen. Die Huböffnung war für die moderneren Schiffe zu klein, was zu zwei Kollisionen in den Jahren 1972 und 1987 führt. Bei der Kollision des Frachters „SS African Neptune“ im Jahr 1972 kamen insgesamt 10 Personen ums Leben. Obwohl die Huböffnung zu klein war, wurde die Brücke anfangs durch Notfallreparaturen repariert, später jedoch als navigationsgefährdend eingestuft, wodurch es zu der Errichtung der heute stehenden Brücke kam.

## Die Zweite Brücke
Die seit 2003 eröffnete, vierspurige Ersatzbrücke ist eine insgesamt 2.372,9 m (7,780 ft) lange und 24,5 m (79,5 ft) breite Schrägseilbrücke. Die Hauptspannweite beträgt 381 m (1250 ft), die ihrer beiden Seitenspannen jeweils 190,6 m (625 ft).
Der Fahrbahnträger besteht aus einer 27,94 cm (11 in) dicken Betonplatte, auf dem vier Spuren, jeweils zwei pro Fahrtrichtung, angeordnet sind. Der Fahrbahnträger wird von zwei längs verlaufenden Randträgern und quer verlaufenden Bodenbalken unter jedem Tragseil gestützt.
Der Schiffskanal hat eine minimale horizontale Durchfahrtsbreite von 122 m (400 ft). Gemessen vom mittleren Hochwasserstand von 1,31 m (4,3 ft) beträgt die vertikale Brückendurchfahrtshöhe 56,4 m (185 ft).
Die beiden Pylone, an denen die Tragseile befestigt sind, wurden als H-Rahmen-Konstruktion erbaut. Jeder Turm ist, gemessen von der Basis, 142,4 m (467 ft) hoch und besteht aus zwei hohlen, rechteckigen Betonäulen, die durch Querstreben miteinander verbunden sind. Die obersten Kabel beginnen in einer Höhe von 85,8 m (281,5 ft), gemessen ab dem Deck. Insgesamt sind 176 Seile (verteilt auf 44 Seile pro Seite) in Fächerordnung gespannt.